# Synagoga Jakuba Belina w Łodzi
Synagoga Jakuba Belina w Łodzi – prywatny dom modlitwy znajdujący się w Łodzi przy ulicy Piotrkowskiej 25.
Synagoga została założona w 1876 roku z inicjatywy Jakuba Belina. Mogła ona pomieścić 25 osób. Podczas II wojny światowej hitlerowcy zdewastowali synagogę.  